# Anglo-italienska cupen
Anglo-italienska cupen (engelska: Anglo-Italian Cup, italienska: Coppa Anglo-Italiana) var en fotbollsturnering som spelades mellan klubbar i England och Italien.
Turneringen skapades efter att Swindon Town hade vunnit engelska ligacupen 1969. Eftersom Swindon spelade i division tre, fick laget inte ställa upp i UEFA-cupen. Anglo-italienska cupen spelades mellan lagen i serierna under den högsta divisionen i England och Italien.
Turneringen lades ner efter 1973. Åren 1975 till 1986 spelades en turnering med samma namn, men den här spelades mellan halvprofessionella lag. 1992 återuppstod Anglo-italienska cupen som en turnering för lag i de näst högsta divisionerna i England och Italien. På grund av bristande intresse lades turneringen ner efter fyra säsonger.
En annan turnering, kallad Anglo-italienska ligacupen, spelades mellan 1969 och 1976. Deltagande lag var vinnarna av italienska cupen och engelska FA-cupen eller Ligacupen.

## Segrare och finalister
| År                          | Vinnare                 | Finalister              |
| Professionell turnering     | Professionell turnering | Professionell turnering |
| --------------------------- | ----------------------- | ----------------------- |
| 1970                        | Swindon Town            | Napoli                  |
| 1971                        | Blackpool               | Bologna                 |
| 1972                        | AS Roma                 | Blackpool               |
| 1973                        | Newcastle United        | Fiorentina              |
| Halvprofessionell turnering |                         |                         |
| 1976                        | Monza                   | Wimbledon               |
| 1977                        | Lecco                   | Bath City               |
| 1978                        | Udinese                 | Bath City               |
| 1979                        | Sutton United           | Chieti                  |
| 1980                        | Triestina               | Sutton United           |
| 1981                        | Modena                  | Poole Town              |
| 1982                        | Modena                  | Sutton United           |
| 1983                        | Cosenza                 | Padova                  |
| 1984                        | Francavilla             | Teramo                  |
| 1985                        | Pontedera               | Livorno                 |
| 1986                        | Piacenza Calcio         | Pontedera               |
| Professionell turnering     |                         |                         |
| 1992/1993                   | Cremonese               | Derby County            |
| 1993/1994                   | Brescia                 | Notts County            |
| 1994/1995                   | Notts County            | Ascoli                  |
| 1995/1996                   | Genoa                   | Port Vale               |